# Fonética
A fonética é o ramo da Linguística que estuda os sons produzidos pela fala humana. Essa área procura estudar todos os sons que os seres humanos são capazes de produzir durante a fala, de fácil maneira que todo som produzido durante a fala é importante para a fonética.

## Estudos fonéticos

### Perspectivas dos estudos fonéticos
A fonética estuda os sons produzidos na fala, mas o modo como estuda-se esse som pode ser diferente. Hayes (2009) apresenta três formas pelas quais a fonética estuda os sons da fala humana, sendo eles:
- Fonética articulatória: essa perspectiva estuda a maneira como o som  é produzido, tendo uma visão muito voltada para questões fisiológicas e articulatórias da produção do som, e como o aparelho fonador trabalha para o som ser produzido. Essa área procura observar, descrever, classificar e transcrever esses sons;

- Fonética acústica: analisa as características físicas dos sons da fala, ou seja, as ondas mecânicas produzidas e como o ouvinte ouve esse som;

- Fonética auditiva: estuda os processos que o receptor realiza na recepção e interpretação da onda sonora, ou seja, é um estudo que procura compreender a percepção da fala.

### A produção dos sons da fala
Para a produção dos sons da fala utiliza-se a parte do corpo humano chamada de aparelho fonador, que é composto pelo: sistema articulatório (faringe, língua, nariz, palato, dentes, lábios); o sistema fonatório (laringe), e; o sistema respiratório (pulmões, músculos pulmonares, brônquios, traqueia), onde em conjunto esses aparelhos trabalham para que os sons da fala sejam produzidos.
Algo bastante interessante é que nenhum desses órgãos que compreendem o aparelho fonador tem como função primária a produção dos sons, mas fisiologicamente falando são eles, em conjunto, responsáveis pela realização dos sons da fala humana. Um exemplo disso é que o sistema respiratório tem como função primária a respiração. O sistema fonatório, que é onde a laringe fica, tem como função primária evitar que alimentos entrem para os pulmões. E o sistema articulatório está ligado a questões como morder, mastigar, engolir, cheirar e etc..

### Os sons da fala
A unidade básica de estudo para a Fonética é o fone, ou seja, os sons vocálicos e consonantais encontrados na fala. A fala humana é capaz de produzir inúmeros fones. A forma mais comum de representar os fones pelos linguistas é através do Alfabeto Fonético Internacional (AFI), desenhado pela Associação Internacional de Fonética (I.P.A.). Considerando todas as línguas naturais, Silva (2015) aponta que esses fones são classificados como consoantes e vogais e em todas as línguas podemos encontrar esses dois tipos de sons.
No I.P.A podemos encontrar todos os sons que já foram encontrados nas línguas estudadas até agora. Há uma separação entre a tabela dos sons consonantais e também dos sons vocálicos. Outro ponto que se deve perceber é que cada língua tem uma quantidade exata de sons que lhe pertencem, o que significa dizer que existem sons que são encontrados nalgumas línguas e não em outras.

### Transcrição fonética

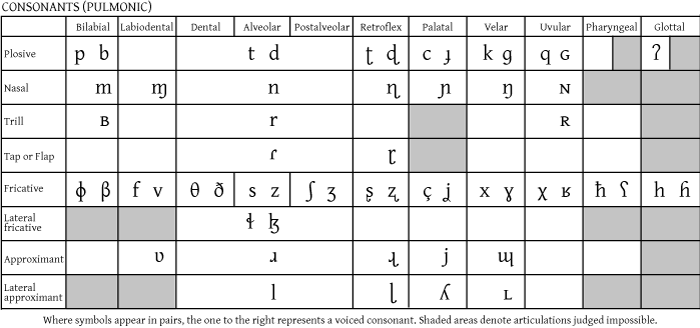
O alfabeto internacional de fonética - tabela fonética consonantal.

Silva (2015) também aponta que para a transcrição dos sons da fala colocamos o símbolo que representa os sons entre [ ], como por exemplo [p], que encontramos ortograficamente representado pelo grafema P. Um exemplo de uma transcrição fonética, em português, utilizando o [p] é em [‘pata] - pata quando representado ortograficamente. Um outro exemplo é em [‘kapa], que ortograficamente é capa. Desse modo, esses símbolos entre colchetes são as representações dos sons da fala, interesse de estudo da fonética.
Os sons da fala, além de serem classificados como consoantes e vogais possuem também outras classificações. No caso das consoantes, por exemplo, procura-se saber se o modo de articulação (o modo como o ar foi obstruído no trato vocal durante a produção do som), o lugar de articulação (onde se olha para os articuladores envolvidos para saber onde o som foi produzido no trato vocal) e o grau de vozeamento (para saber se o som é vozeado ou desvozeado, ou seja, se houve vibração ou não das pregas vocais na produção do som).
Assim, quando se classifica um som consonantal deve-se mencionar o modo de articulação, o lugar de articulação e o grau de vozeamento, por essa ordem. Por exemplo:
- [p] - Oclusiva bilabial desvozeada;
- [k] - Oclusiva velar desvozeada;
- [h] - Fricativa glotal desvozeada;
- [z] - Fricativa alveolar vozeada;
- [v] - Fricativa labiodental vozeada;
- [d] - Oclusiva alveolar vozeada.

Alguns fones são auditivamente próximos entre si a ponto de se tornarem indistinguíveis. Por exemplo, o som de "rr" em alguns dialectos do português do Brasil é realizado foneticamente pela consoante fricativa velar surda (x no AFI). Entretanto, essa pode ser substituída pela consoante fricativa glotal surda (h no AFI) que a palavra que nela estiver continuará a ser reconhecida. A esse fenômeno, dá-se em fonologia o nome de alofonia. Assim, [x] e [h] são alofones do "erre" forte no português do Brasil, ou seja, são realizações diferentes do mesmo fonema.
Um grupo composto de um fone e dos seus alofones para os falantes de um idioma é denominado fonema. Deve-se ressaltar que a alofonia entre dois fones é relativa. Por exemplo, no alemão compõem fonemas separados.
O estudo dos fonemas é desenvolvido pela Fonologia. A fonologia e a fonética são frequentemente confundidas porque os conceitos de fone e fonema também geram confusão, porém elas se distinguem porque ambas olham de maneira diferente para os sons da fala.
Pensando agora nas vogais e em sua classificação, devemos perceber que os critérios são outros. Silva (2015) mostra que para a classificação das vogais considera-se primeiramente a altura da língua no trato oral, onde se pode classificar as vogais em alta, média alta, média-baixa e baixa. Para perceber isso na prática, fale pausadamente as vogais i, ê, é, a, ó, ô e u, ao fazer isso tem como ver que a língua vai de uma posição mais alta como em i e u para uma posição mais baixa em a. Depois, considera-se a posição da língua na cavidade bucal, de maneira que se ela tiver localizada à frente é chamada de anterior e se tiver mais para a parte final é chamada de posterior, e caso esteja no meio é chama de central. E por último, considera-se o arredondamento ou não dos lábios. Para entender essa questão do arredondamento dos lábios faça o som do i e perceba que os lábios ficam estendidos e depois pronuncie u e perceba que os lábios ficam arredondados, dessa maneira as vogais que deixam os lábios estendidos são chamadas de não arredondadas, enquanto as que produzem esse arredondamento são chamadas de arredondadas.

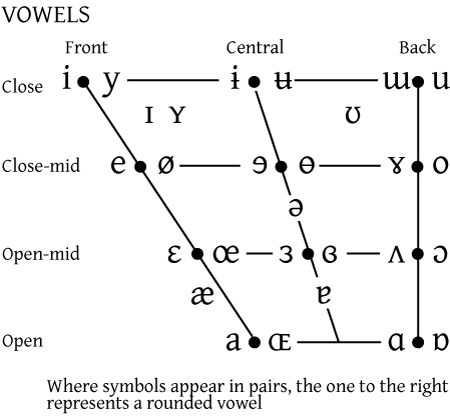
Tabela dos sons vocálicos.

Assim sendo, para classificar as vogais foneticamente, faz-se o seguinte:
- [i] - vogal alta, anterior, não arredondada;
- [e] - vogal média-alta, anterior, não arredondada;
- [u] - vogal alta, posterior, arredondada;
- [a] - vogal baixa, central, não arredondada.

Percebemos assim que esse olhar mais atencioso para a produção dos sons, para entender como são feitos, como podem ser classificados, quais os sons presentes em uma língua e também como eles são percebidos pelos falantes, entre outras questões, vão ser importantes para a fonética. Todos esses sons consonantais e vocálicos da fala humana são o campo de interesse do estudo e o objetivo da pesquisa fonética.